# St. George's Anglican Church, Montréal
St. George's Anglican Church är en kyrka vid Rue Stanley i Montréal i Kanada. Kyrkan togs i bruk 1843. Den nuvarande byggnaden togs i bruk 9 oktober 1870.

### Fotnoter
1. ↑  ”Our History” (på engelska). Saint George's Anglican Church. Arkiverad från originalet den 23 februari 2015. https://web.archive.org/web/20150223065959/http://st-georges.org/history.htm. Läst 13 november 2015.